# Fraxinus velutina
Espèce
Classification phylogénétique
Fraxinus velutina, appelé communément frêne de l'Arizona, frêne velu d'Arizona ou frêne velouté, est une espèce de plantes à fleurs de la famille des Oleaceae. C'est un arbre d'origine nord-américaine.

## Description

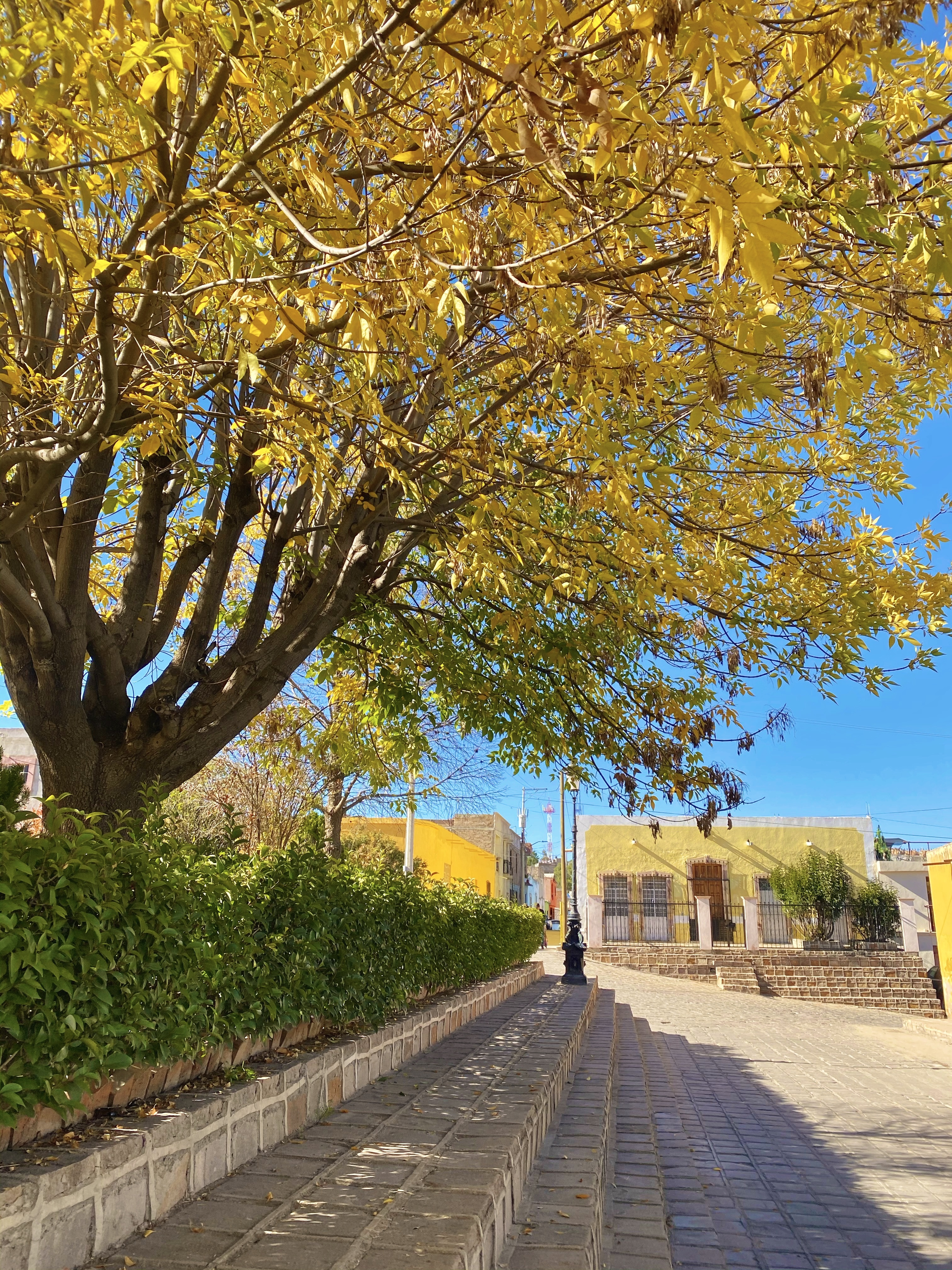
Vue de l'arbre dans une rue.

Fraxinus velutina est un petit arbre à feuilles caduques atteignant 12 m de haut, avec un tronc atteignant 30 cm de diamètre à hauteur de poitrine, avec une couronne arrondie et des branches émergentes. L'écorce est brun grisâtre rugueux et fissurée, et les pousses sont veloutées duveteuses. Les branches sont fines et velues à densément veloutées. Les bourgeons terminaux sont bruns et coniques à ovales.
Les feuilles sont longues de 10 à 25 cm, pennées avec cinq ou sept (parfois trois) folioles de 4 cm ou plus, avec une marge entière ou finement dentelée. Les folioles mesurent de 2,5 à 7,5 cm de long, obovales à lancéolées, pointues avec une large base en forme de coin à arrondie. Surtout le dessus et le dessous de la feuille sont velus. Les poils et la forme des folioles sont très variables.
Les fleurs sont en petites grappes au début du printemps. L'arbre est dioïque, avec des fleurs mâles et femelles sur des arbres séparés
Le fruit est une samare de 1,5 à 3 cm de long, avec une aile apicale de 4 à 8 mm de large.
Fraxinus velutina est étroitement apparenté à Fraxinus latifolia et Fraxinus pennsylvanica, remplaçant ces espèces au sud de leurs aires de répartition respectives. Il se mélange avec F. latifolia dans le centre de la Californie, autour du comté de Kern, sans frontière claire entre les espèces.

## Répartition

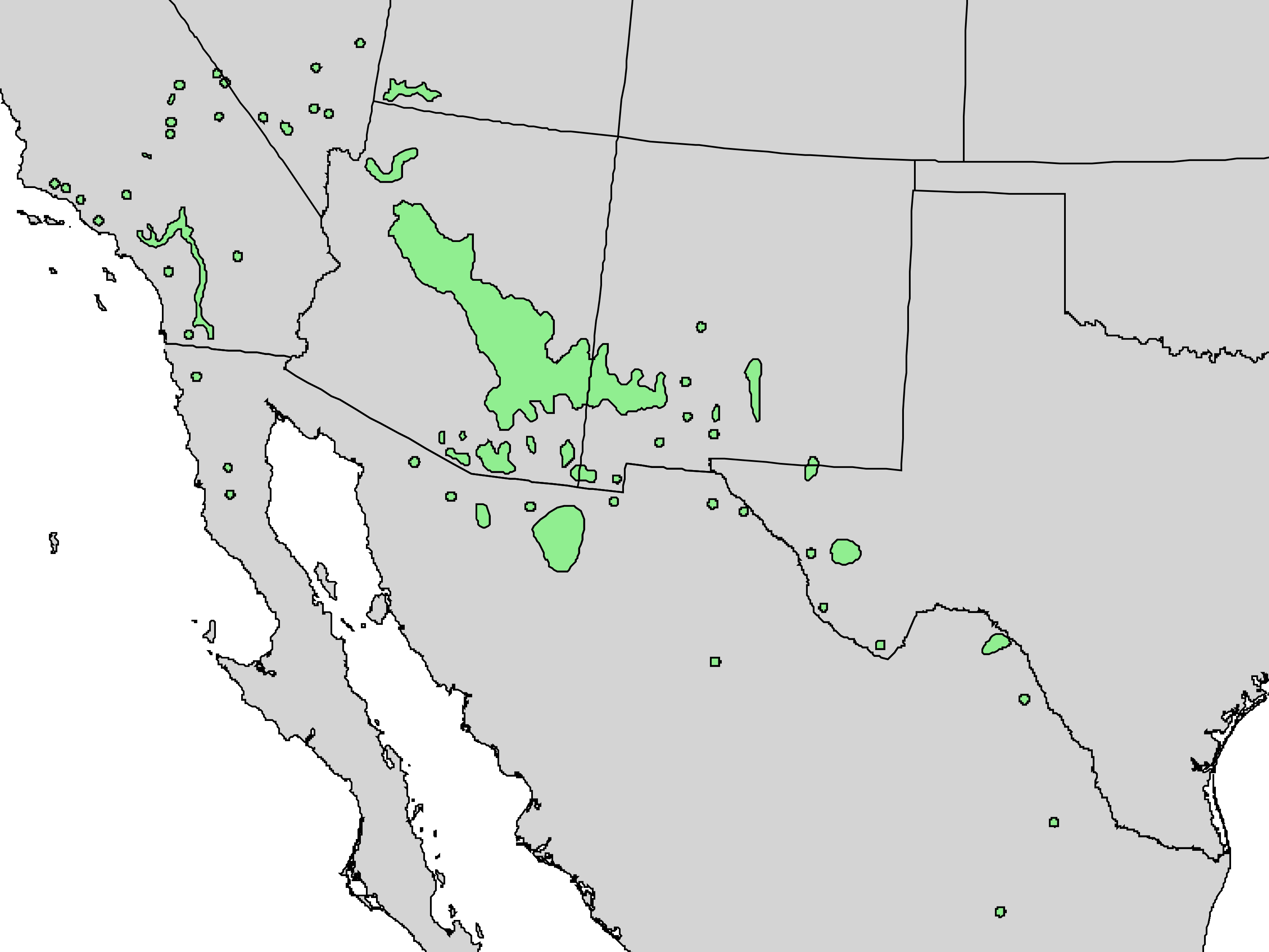
Aire de répartition de Fraxinus velutina.

L'aire de répartition de Fraxinus velutina s'étend du sud de la Californie au Nouveau-Mexique et au sud jusqu'à la Basse-Californie. Il y prospère dans des plaines inondables et dans des rives sur des sols modérément secs à frais, légèrement acides à fortement alcalins, sableux, graveleux ou limoneux, riches en nutriments dans des endroits ensoleillés. Il aime la chaleur et résiste surtout au gel.
En Arizona, l'aire de répartition de Fraxinus velutina est centrée sur le Mogollon Rim, du nord-ouest dans les canyons nourriciers du Grand Canyon du sud de l'Utah et du Nevada, jusqu'aux Montagnes Blanches (Arizona), dans la même zone montagneuse de l'ouest du Nouveau-Mexique, puis vers la vallée du Rio Grande au sud jusqu'à Trans-Pecos au Texas. En Arizona et dans le nord de Sonora, il se trouve également dans les Sky islands, comme l'archipel Madrean, et se trouve dans le centre-sud de l'Arizona, dans les montagnes du désert de Sonora. Des populations dispersées se trouvent vers l'est à travers les régions du désert de Chihuahua de Chihuahua, Coahuila et Nuevo León.
En Californie, Fraxinus velutina se trouve dans le sud de la Sierra Nevada, dans les déserts des Mojaves et du Colorado, et dans l'écorégion des chaparral et forêts claires de Californie, avec des populations dispersées s'étendant jusqu'en Basse-Californie.

## Écologie
Fraxinus velutina pousse souvent avec Lycium pallidum.
Elle est une plante hôte des chenilles de Chloronycta tybo et de l'hyménoptère Spathius agrili.